# Peer Steinbrück
Peer Steinbrück, född den 10 januari 1947 i Hamburg, är en tysk politiker (SPD). Från 2005 till 2009 var han Tysklands finansminister och från 2002 till 2005 ministerpresident i delstaten Nordrhein-Westfalen. Från 2005 var 2009 han också SPD:s vice partiordförande.
Steinbrück var SPD:s kanslerkandidat i förbundsdagsvalet 2013.